# Franck Bouyer
Franck Bouyer (Beaupréau, 17 maart 1974) is een Frans voormalig wielrenner die beroepsrenner was tussen 1995 en 2013.
Bouyer lijdt aan narcolepsie, een ziekte waarbij de patiënt regelmatig slaapaanvallen krijgt. Vanaf 2004 raakte hij in een juridische strijd verwikkeld en was geschorst, omdat het medicijn daartegen op de verboden lijst van de UCI stond.
Vanaf januari 2007 was hij werkloos en klaagde de UCI en de WADA aan. Hij won deze zaak in oktober 2007, maar kwam desondanks niet meer aan een contract. Na drie seizoenen noodgedwongen aan de kant te hebben gezeten rijdt hij vanaf oktober 2008 weer voor Bbox Bouygues Télécom dankzij de vrijgave van een nieuw geneesmiddel.

## Belangrijkste overwinningen
1995
7e etappe Mi-Août en Bretagne
2001
1e etappe Ronde van de Limousin
Eindklassement Ronde van de Limousin
2002
Ronde van de Vendée
Eindklassement Coupe de France
2004
Parijs-Camembert
1e etappe Ronde van de Sarthe
2010
Eindklassement Ronde van Bretagne

## Resultaten in voornaamste wedstrijden
| Jaar | Ronde van Italië | Ronde van Frankrijk | Ronde van Spanje |
| ---- | ---------------- | ------------------- | ---------------- |
| 1996 |                  | opgave              |                  |
| 1998 |                  | 94e                 |                  |
| 1999 |                  |                     |                  |
| 2000 |                  | 122e                |                  |
| 2001 | opgave           | 74e                 |                  |
| 2002 |                  | 114e                |                  |
| 2003 |                  |                     |                  |
| 2004 |                  |                     |                  |
| 2005 |                  |                     |                  |
| 2009 |                  |                     | opgave           |
| 2012 |                  |                     |                  |

| Jaar | Amstel Gold Race | Luik-Bast.‑Luik | Waalse Pijl |  | WK op de weg |
| ---- | ---------------- | --------------- | ----------- |  | ------------ |
| 1996 |                  |                 |             |  |              |
| 1998 |                  |                 |             |  |              |
| 1999 |                  | opgave          |             |  |              |
| 2000 |                  |                 |             |  |              |
| 2001 |                  |                 |             |  | opgave       |
| 2002 |                  | 30e             | 41e         |  |              |
| 2003 | 62e              | opgave          | 88e         |  |              |
| 2004 |                  | opgave          | 107e        |  |              |
| 2005 |                  |                 |             |  |              |
| 2009 |                  |                 |             |  |              |
| 2012 | opgave           | opgave          |             |  |              |